# František Adam Míča
František Adam Jan de Paula rytíř von Míča (Mitza, Mitscha nebo Mischa) (11. ledna 1746 Jaroměřice nad Rokytnou – 19. března 1811, Vídeň) byl císařský státní úředník a český hudební skladatel.

## Život
Pocházel z muzikantského rodu Míčů. Jeho strýcem byl významný český hudebník František Antonín Míča (uváděný někdy též jako František Václav Míča). Další členové rodu působili jako výkonní umělci v řadě dvorních kapel.
Otec Františka, Karel, byl jmenován císařským dveřníkem ve Vídni, takže František opustil Jaroměřice již v dětství. Ve Vídni vystudoval práva (1787) a byl jmenován úředníkem české dvorské kanceláře a sekretářem místodržitelství ve Štýrském Hradci (Graz). Postupně sloužil jako císařský a královský úředník v Brucku nad Murou, Krakově, Sandoměři, Kielcích, Lvově a Bukovině. Kariéru dovršil jako zemský prezident ve Lvově. Po vpádu polských vojsk byl vězněn v Lublině. S podlomeným zdravím odešel v roce 1788 do výslužby. Zemřel 19. března 1811 ve Vídni.

## Dílo
František Adam Míča se zabýval hudbou spíše amatérsky, přesto si vysloužil pozornost Wolfganga Amadea Mozarta, který ho vysoce ocenil. Jeho četné symfonie a komorní skladby se vyznačují radostným optimismem v mozartovském duchu.

### Vokální skladby
- Bernardon, die Gouvernante – opera – 1761
- Adrast und Isidore, oder die Nachtmusik – opera – 1781
- Davidův padesátý žalm – oratorium – posth. 1813
- Studentská kasace – serenáda

### Orchestrální skladby
- 27 symfonií
- 4 houslové koncerty
- 50 skladeb tanečních
- Concertina notturna

### Komorní hudba
- 8 smyčcových kvartetů
- 6 kvartetů pro flétnu a smyčce
- 6 nokturen pro smyčce a lesní rohy
- 4 sonáty pro harfu
- další příležitostné skladby